# Marzelstetten
Marzelstetten ist ein Weiler der Gemeinde Zusamaltheim im schwäbischen Landkreis Dillingen an der Donau. Marzelstetten liegt zweieinhalb Kilometer südöstlich von Zusamaltheim auf den Höhen zwischen Zusam und Laugna.

## Geschichte
Marzelstetten wird erstmals 1343 als „Stetten“ genannt, es ist eine Ausbausiedlung von Zusamaltheim. Zur Unterscheidung von Orten mit gleichem Namen wurde seit etwa 1400 der Name des Patroziniums hinzugefügt. Der Ort gehörte im Spätmittelalter zur Herrschaft Bocksberg. 1489 wurde die Herrschaft geteilt und über Gilg Rieter von Bocksberg kam der Ort an das Domkapitel in Augsburg, das den Ort seinem Obervogtamt Zusamaltheim zuteilte. Daneben war nur noch das Kloster Heilig Kreuz in Augsburg im Ort begütert. Durch die Säkularisation kam Marzelstetten 1802/03 an Bayern.
Marzelstetten gehörte zur einstigen Gemeinde Hettlingen und wurde zum 1. Juli 1964 in die Gemeinde Zusamaltheim umgegliedert.

## Religionen
Die Kapelle von 1847 ist den drei Heiligen Marzellen gewidmet: Marcellus I., Marcellus und Marcellus von Paris. Die drei Heiligen werden am Altar der Kapelle dargestellt. Marzelstetten gehört schon immer zur Pfarrei Zusamaltheim.

## Bodendenkmäler
Siehe: Liste der Bodendenkmäler in Zusamaltheim